# Osterhöhle
Die Osterhöhle ist eine kleine Schauhöhle in der Nähe von Trondorf, einem Ortsteil der Oberpfälzer Gemeinde Neukirchen bei Sulzbach-Rosenberg im Landkreis Amberg-Sulzbach in Bayern.

## Geschichte
Die etwa 185 Meter lange Höhle kann in den Sommermonaten an den Wochenenden besichtigt werden. Die erste urkundliche Erwähnung war um 1630. Der heutige Eingang wurde 1905 künstlich angelegt, um sie Besuchern als Schauhöhle zu öffnen. 1935 wurde sie in der heutigen Form ausgebaut. Die Osterhöhle wurde als eine der letzten Höhlen Deutschlands lange Zeit mit Karbidlampen beleuchtet. Gegenwärtig erhalten die Besucher bei Führungen Taschenlampen. An den Wänden wurden relativ hohe Konzentrationen von Mangan gefunden. Die Herkunft der Bezeichnung Osterhöhle ist nicht eindeutig geklärt, wahrscheinlich kommt sie von der Lage der Höhle am Osterberg, dessen Name eventuell mit der germanischen Göttin des aufsteigenden Lichts, Ostara, in Verbindung steht.
Im Höhlenkataster Fränkische Alb (HFA) wird die Osterhöhle als A 94 geführt und ist vom Bayerischen Landesamt für Umwelt als Geotop 371H002 ausgewiesen. Aufgrund von Funden der Späthallstatt-/Frühlatènezeit und des Spätmittelalters ist sie auch als Bodendenkmal (D-3-6435-0106) ausgewiesen.

## Beschreibung
Unmittelbar am Eingang der verschlossenen Höhle befindet sich eine bewirtschaftete Hütte.
Die Karsthöhle liegt im wenig gebankten Frankendolomit und ist ein ausgedehntes Gangsystem mit domartigen Erweiterungen. In der Höhle befinden sich reiche Versinterungen, Tropfsteine und einige Sinterbecken. Die Höhle gliedert sich im Wesentlichen in drei Teile. Nach dem Abstieg (etwa 16 Meter) vom Eingang über eine Treppe gelangt man in den hallenartigen sogenannten Dom. Dort dominieren neben Verbruch Deckenkolke und Wandsinter, der seine überwiegend dunkle Farbe von früheren Führungen mit offenem Licht erhalten hat. Zwischenzeitlich überzieht den Wandschmuck an vielen Stellen weißer Kalksinter und führt zu einem beeindruckenden Spiel der Farben und Formen.
In nordöstlicher Richtung des Doms schließt sich die „Wasserhalle“ an. Dort befindet sich ein kleiner, bis zu einem halben Meter tiefer See. Weiter nördlich liegen schmucklose und mit Sediment (Lehm) verfüllte Gangteile.
Südöstlich vom Dom gelangt man in die „Kirche“ mit zahlreichen Stalagmiten, Stalaktiten und einem sehenswerten Stalagnaten. Dort ist der Verbruch übersintert.

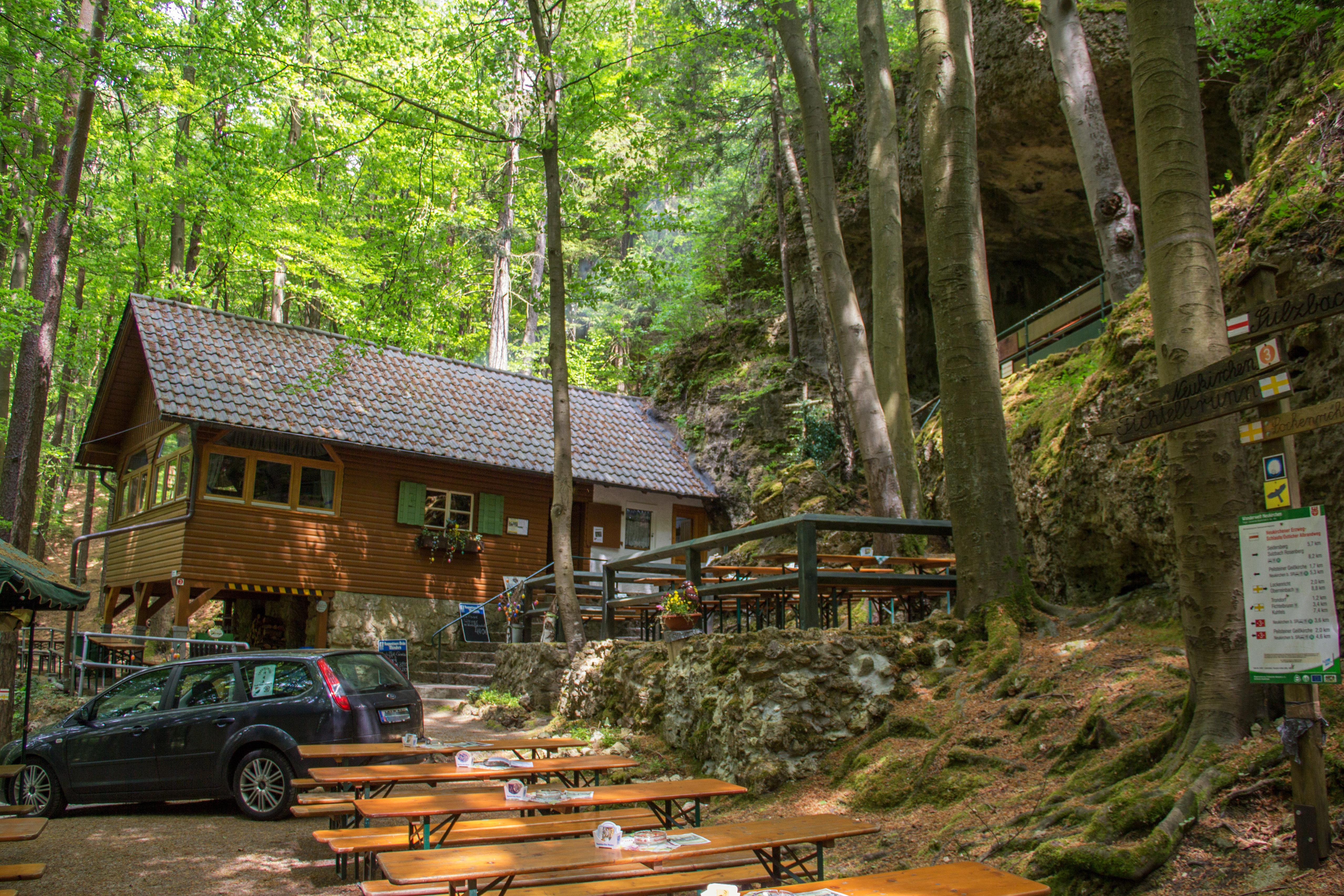
Hütte und Eingang
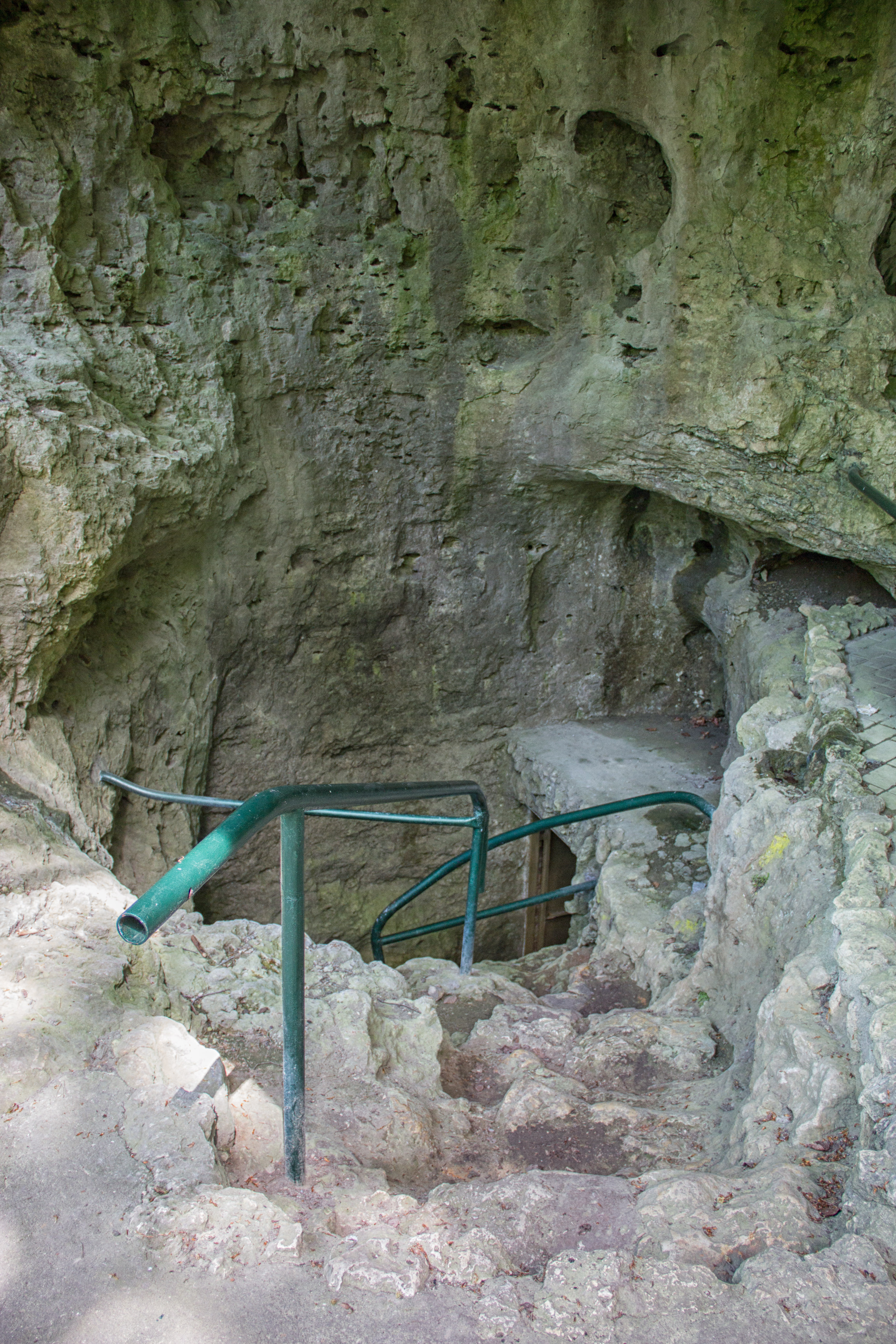
Eingang
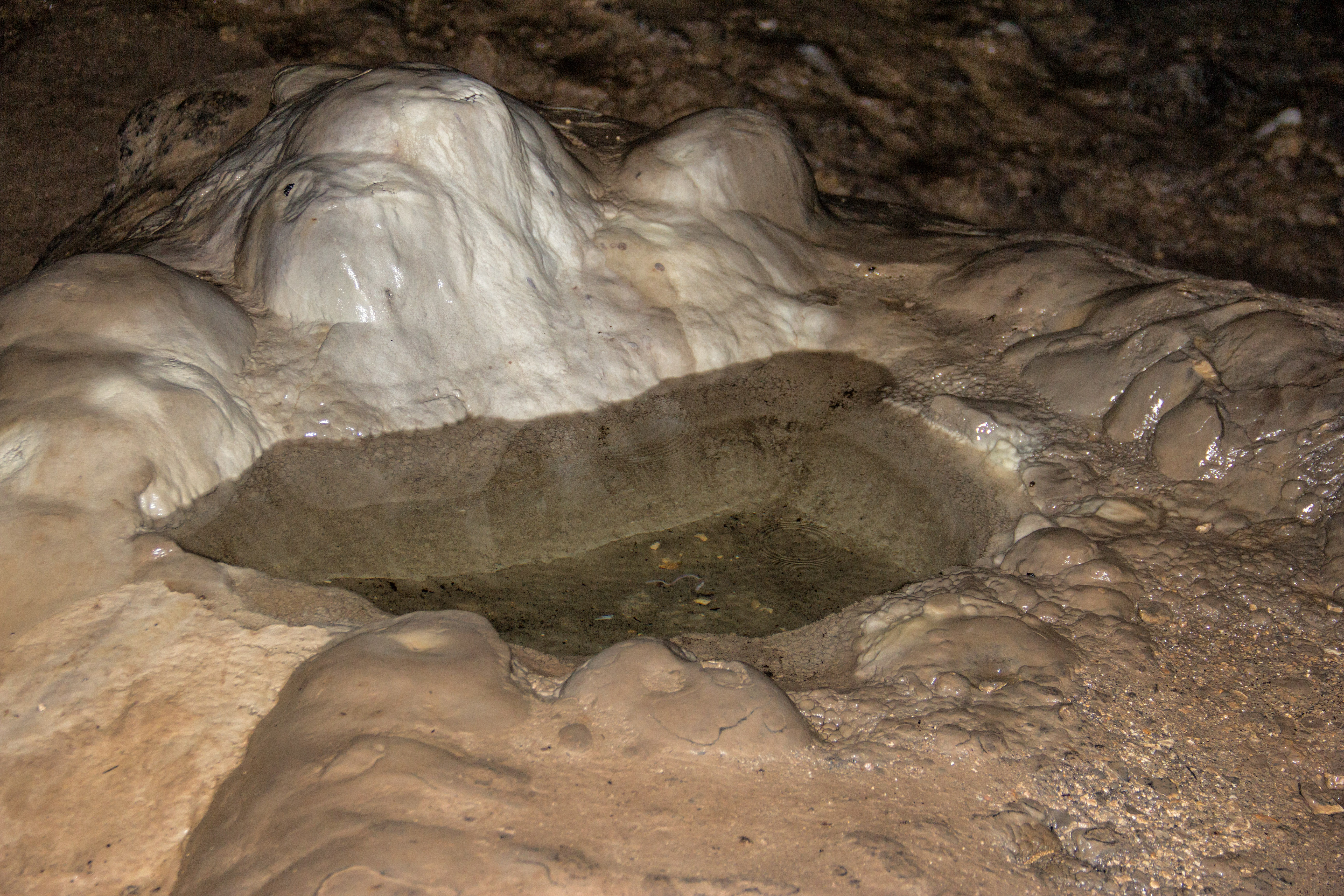
Sinterbecken
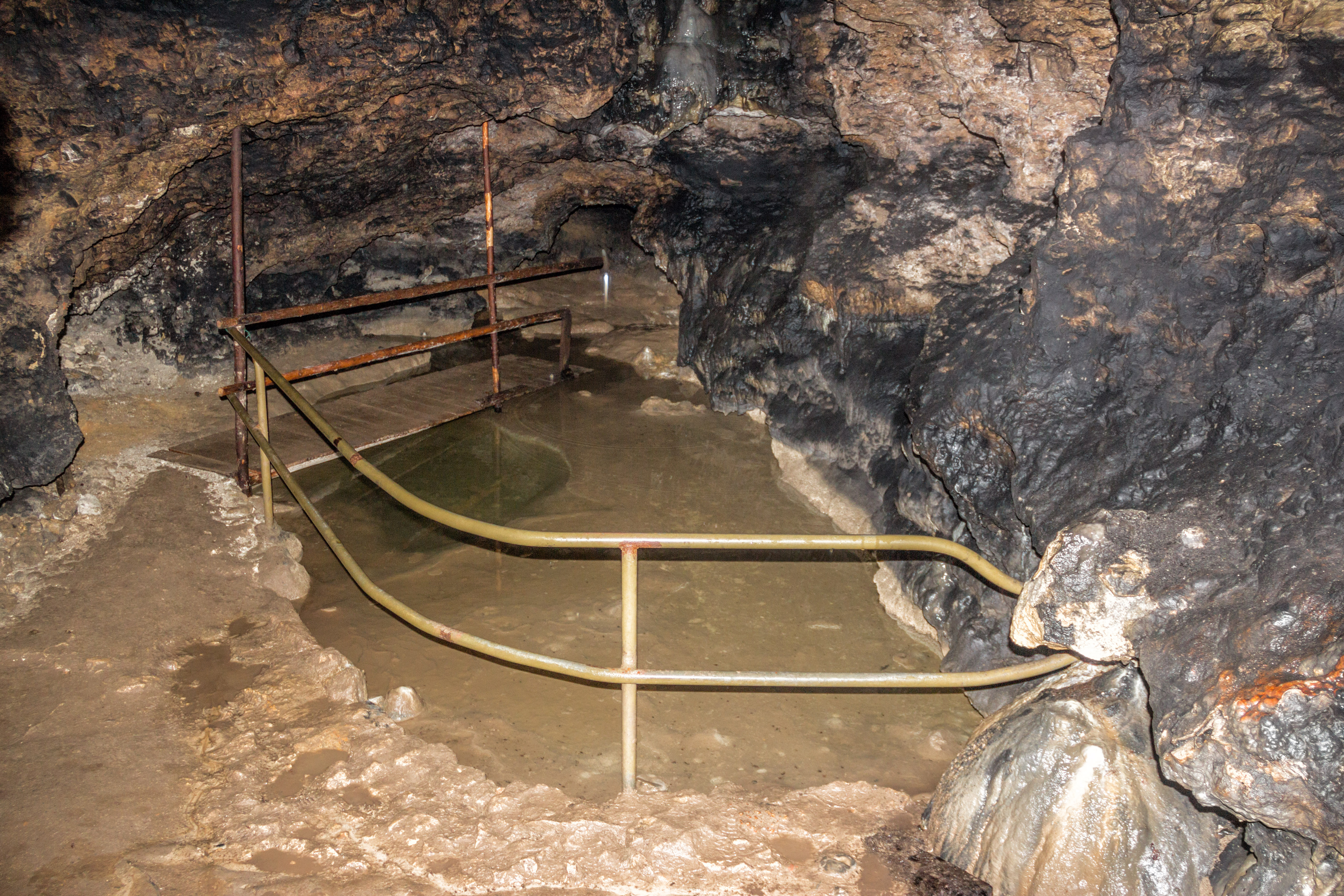
Höhlensee
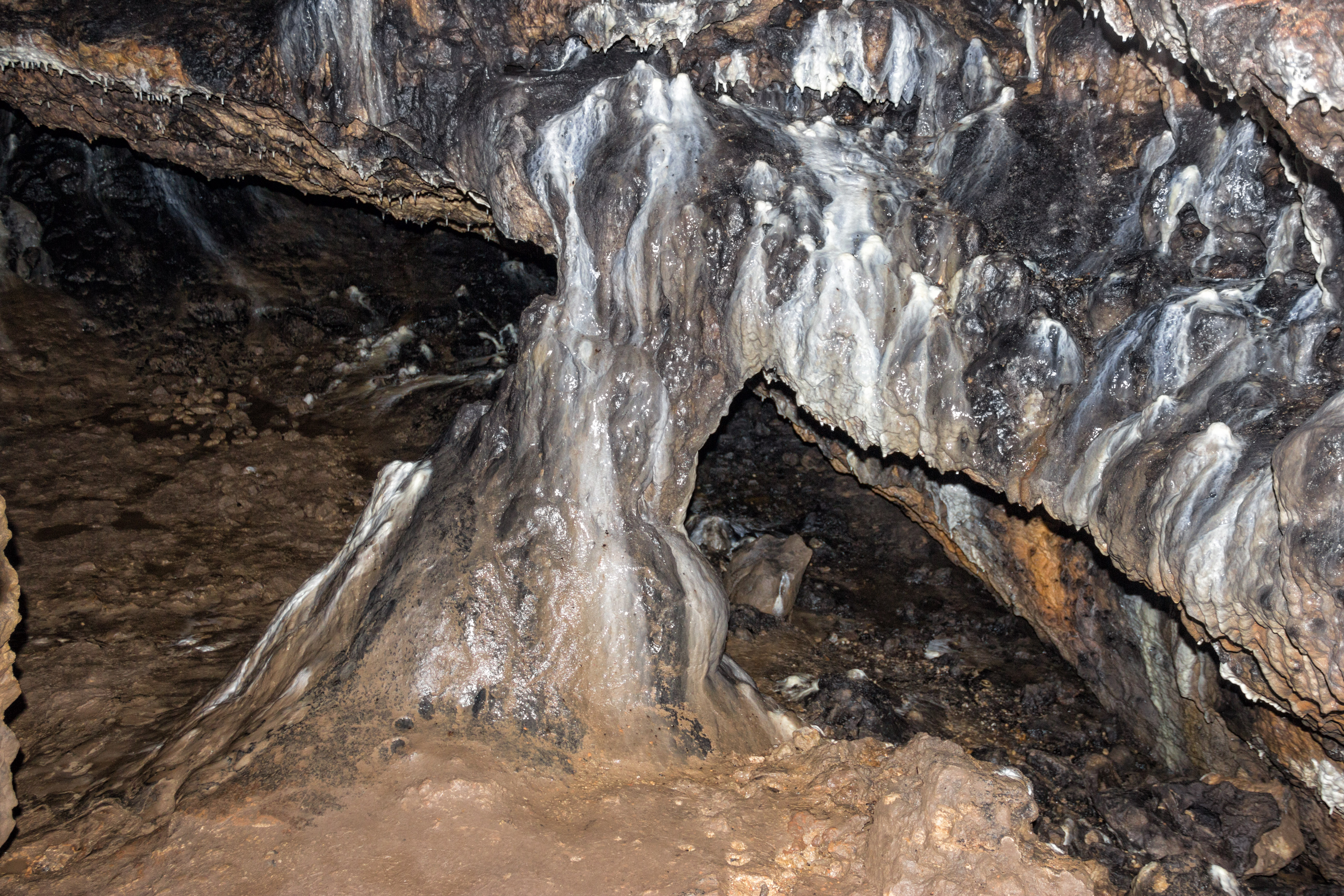
Stalagnat in der Kirche
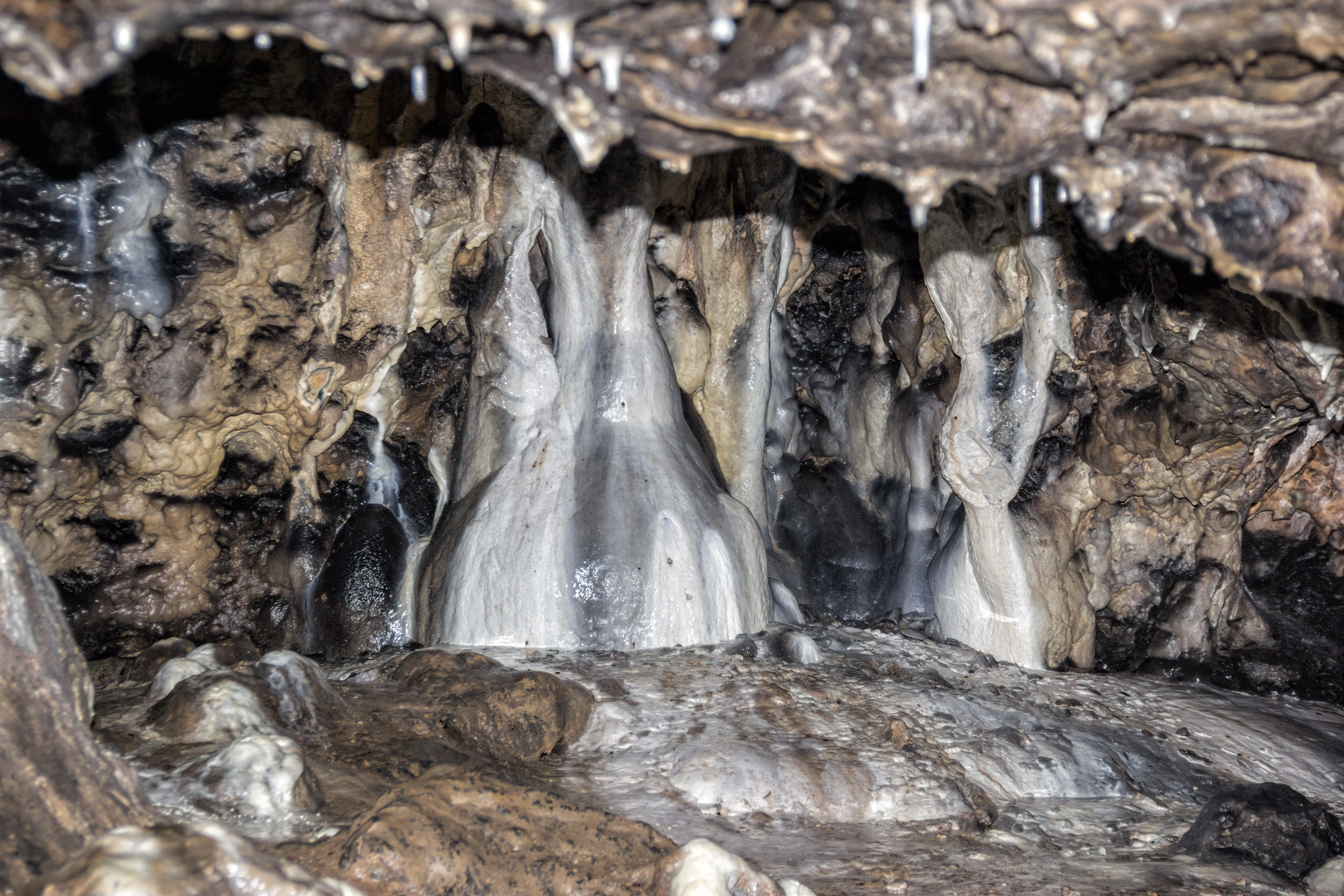
Wandsinter